# 神姫グリーンバス
神姫グリーンバス株式会社（しんきグリーンバス）は、兵庫県神崎郡神河町に本社を置く神姫バスの子会社。1997年10月1日付で、神姫バスの路線網から兵庫県神崎郡神崎町・大河内町（現・神河町）及び朝来郡生野町（現・朝来市）の事業を分社化し、それまでの粟賀営業所を引き継ぐ形で設立された。
乗合バス、貸切バスの運行、自家用バスの運転保守管理及び旅行代理業を営む。
2009年7月1日より篠山市（現在の丹波篠山市）・丹波市地域の神姫バス三田営業所篠山出張所、2012年10月1日より西脇市・多可町地域の神姫バス西脇営業所の路線を譲受して自社路線とした。このため3営業エリアはそれぞれ独立しており、これらを結ぶ路線は運行されていない。また、神姫バスから姫路営業所北条出張所の管理を受託する。
2022年10月1日付でウエスト神姫を吸収合併し、ウイング神姫へ商号変更するとともに、旧・ウエスト神姫山崎営業所内へ本社を移転した。
以下は会社合併前の情報である。合併後についてはウイング神姫の記事を参照。

## 営業所
（ ）内は営業所・出張所の略号。

### 姫路ナンバー
- 粟賀営業所（粟）
  - 兵庫県神崎郡神河町中村39番地1
- 粟賀営業所生野車庫（粟）
  - 兵庫県朝来市生野町口銀谷2208-4

- 北条営業所（北）
  - 兵庫県加西市玉丘町字宮ノ前地蔵西748番地

自社路線はなく、神姫バス姫路営業所北条出張所の路線の管理受託のみ。

### 神戸ナンバー
- 西脇営業所（脇）
  - 兵庫県西脇市下戸田字正路田270番地58
- 西脇営業所鍛冶屋車庫（脇）
  - 兵庫県多可郡多可町中区鍛冶屋
- 西脇営業所鳥羽車庫（脇）
  - 兵庫県多可郡多可町加美区鳥羽
- 西脇営業所大屋車庫（脇）
  - 兵庫県多可郡多可町八千代区大屋

- 篠山営業所（篠）
  - 兵庫県丹波篠山市糯ヶ坪24番地1（篠山営業所バス停）
- 篠山営業所清水車庫（篠）
  - 兵庫県加東市平木
- 篠山営業所福住車庫（篠）
  - 兵庫県丹波篠山市福住（福住バス停）
- 篠山営業所草山温泉車庫（篠）
  - 兵庫県丹波篠山市遠方（草山温泉バス停）
- 篠山営業所坂尻車庫（篠）
  - 兵庫県丹波市山南町坂尻47-1（坂尻バス停）
- 篠山営業所佐治車庫（篠）
  - 兵庫県丹波市青垣町佐治615（佐治バス停）
- 篠山営業所野瀬車庫（篠）
  - 兵庫県丹波市春日町野瀬734（野瀬バス停）
- 篠山営業所柏原車庫（篠）
  - 兵庫県丹波市柏原町柏原1057-1

柏原新町バス停前、2021年4月1日開設（過去に存在した柏原車庫とは別の場所）

## 乗車券類
神姫バスは2006年にICカード乗車券「NicoPa」を導入したが、神姫グリーンバスでは導入が見送られていた。しかし、先述の通り2009年7月に篠山市・丹波市地域路線が、2012年10月に西脇市・多可町地域路線が、それぞれ神姫バスから当社に移譲されたことに伴い、NicoPaが利用できるようになった。
なお、粟賀営業所管内ではNicoPa・ICOCAなどのICカード乗車券は一切使用できない。

## 一般路線

### 粟賀地区

#### 神河町内・朝来市内
神河町内は全路線が「神河町コミュニティバス」として1乗車200円均一で運行されており、1日乗り放題パスポートも400円で販売されている。
親会社である神姫バスは福崎駅前 - 神崎総合病院・粟賀の系統で神姫グリーンバスと接続していたが、2010年末で運行を休止している。
環状線
- 粟賀営業所 - 神崎総合病院 - 福本 - 福山 - 貝野 - しんこうタウン - 新野駅 - 神河町役場前 - 寺前駅 - 鍛治南 - 柏尾 - 桜華園前 - 支庁舎 - 神崎総合病院 - 粟賀営業所
- 粟賀営業所 - 神崎総合病院 - 支庁舎 - 桜華園前 - 北野農道前 - 野村東 - 新野駅 - 神河町役場前 - 寺前駅 - 柏尾 - 鍛治南 - 桜華園前 - 神崎総合病院 - 粟賀営業所
- 粟賀営業所 - 神崎総合病院 - 支庁舎 - 桜華園前 - しんこうタウン - 新野駅
- 粟賀営業所 - 神崎総合病院 - 福本 - 加納 - しんこうタウン - 新野駅
- 粟賀営業所 - （支庁舎） - （神崎総合病院） - 福本 - 福山 - 貝野 - しんこうタウン - 新野駅
- 粟賀営業所 - 神崎総合病院 - 福本 - 福山（粟賀営業所行きのみ停車） - 福山中 - 福山団地
  - 粟賀営業所 - 寺前駅・新野駅 - 粟賀営業所間の区間便も多数運行されているため、純粋な環状線としての運行は平日の東回り3本・西回り2本だけである。
  - 福山中 - 福山団地間、北野農道前 - 野村東間はフリー乗降区間である。

作畑新田線
- 粟賀営業所 - 神崎総合病院 - 粟賀町公民館 - 中村三番組集会所 - 山田集会所 - 吉祥寺 - 中岩屋 - 東別 - 旧越知谷小学校前 - 上越知
- 新野駅 - しんこうタウン - 桜華園前 - 支庁舎 - （神崎総合病院） - 粟賀営業所 - 吉祥寺 - （グリーンエコー笠形） - 中岩屋 - 東別 - 旧越知谷小学校前 - 作畑新田 - 新田ふるさと村
- 神崎総合病院 - （支庁舎） - 粟賀営業所 - 吉祥寺 - 中岩屋 - 東別 - 旧越知谷小学校前 - 作畑新田 - 新田ふるさと村
  - 粟賀町公民館 - 山田集会所間、中岩屋 - 上越知・新田ふるさと村間はフリー乗降区間である。
  - 旧越知谷小学校前 - 上越知間は平日のみの運行。
  - グリーンエコー笠形は土休日のみ経由。

生野線
- 新野駅 - しんこうタウン - 加納 - 福本 - （支庁舎） - （神崎総合病院） - 粟賀営業所 - 猪篠 - （ヨーデルの森） - 生野峠 - 真弓 - 生野駅西口 - 宮の前 - 生野学園
- 新野駅 - しんこうタウン - 加納 - 福本 - （支庁舎） - （神崎総合病院） - 粟賀営業所 - 猪篠 - （ヨーデルの森） - 生野峠 - 真弓 - 生野駅西口 - （生野銀山） - 生野銀山口 - 緑ヶ丘 - 喜楽苑
- 粟賀営業所 - 支庁舎前 - 神崎総合病院 - 猪篠 - 奥猪篠集会所前
- 粟賀営業所 - 支庁舎前 - 神崎総合病院 - 猪篠 - （ヨーデルの森） - 生野峠 - 真弓 - 生野駅西口 - 宮の前 - 生野学園
- 粟賀営業所 - 支庁舎前 - 神崎総合病院 - 猪篠 - （ヨーデルの森） - 生野峠 - 真弓 - 生野駅西口 - （生野銀山） - 生野銀山口 - 緑ヶ丘 - 喜楽苑
- 生野駅西口 - （生野銀山） - 生野銀山口 - 緑ヶ丘 - 黒川
  - 支庁舎前・神崎総合病院で環状線に接続する。
  - 猪篠 - 奥猪篠集会所前間は平日のみの運行。また同区間はフリー乗降区間である。
  - 緑ヶ丘 - 黒川間は土休日のみの運行。
  - 生野銀山は土休日のみ経由。
  - 生野峠以南は神河町内（1乗車200円均一）、真弓以北は朝来市内（対キロ区間制）となる。

上小田線
- 粟賀営業所 - （支庁舎） - 神崎総合病院 - 福本 - 福山 - 貝野 - しんこうタウン - 新野駅 - 神河町役場前 - 寺前駅 - 日和 - 上小田 - 峰山口
- 寺前駅 - 日和 - 上小田 - 峰山口 - 峰山高原
  - 寺前駅 - 峰山口間の区間便も運行されている。なお、この区間便は4月1日～11月30日の土休日に限り、峰山口から峰山高原まで延長される。
  - 日和 - 上小田 - 峰山口 - 峰山高原間はフリー乗降区間である。
  - 支庁舎は平日のみ経由。

川上線
- 粟賀営業所 - 神崎総合病院 - 支庁舎 - 桜華園前 - 柏尾 - 鍛治南 - 寺前駅 - 長谷 - 長谷駅 - 川上
- 粟賀営業所 - 神崎総合病院 - 支庁舎 - 桜華園前 - 柏尾 - （神河中学校） - 神河町役場前 - 寺前駅 - 長谷 - 長谷駅 - 川上
- 川上 → 長谷駅 → 長谷 → 寺前駅 → 神河中学校
  - 長谷 - 川上間はフリー乗降区間である。
  - 神河中学校 - 神河町役場間、神河中学校・神河町役場前経由便、神河町役場前経由便は平日のみの運行。
  - 鍛治南経由便は土休日のみの運行。

#### 市川町コミュニティバス
全路線が「市川町コミュニティバス」として1乗車100円均一で運行されている。
瀬賀 - 神崎総合病院線
神崎総合病院 - 鶴居 - 神崎 - 甘地駅 - 市川町役場 - 河内口 - 寺家 - リフレッシュパーク市川 - 河内口
- 火曜日・金曜日のみ1日2往復の運行。

浅野 - 神崎総合病院線
神崎総合病院 - 鶴居 - 神崎公民館 - 甘地駅 - 市川町役場 - 御舟坂下 - 浅野 - 法雲寺
- 月曜日・木曜日のみ1日2往復の運行。

この他、朝来市よりコミュニティバス「アコバス」の一部路線の運行を受託している。詳細は当該記事を参照。

### 篠山・丹波地区

#### 現行路線
篠山口駅発着
- 1系統

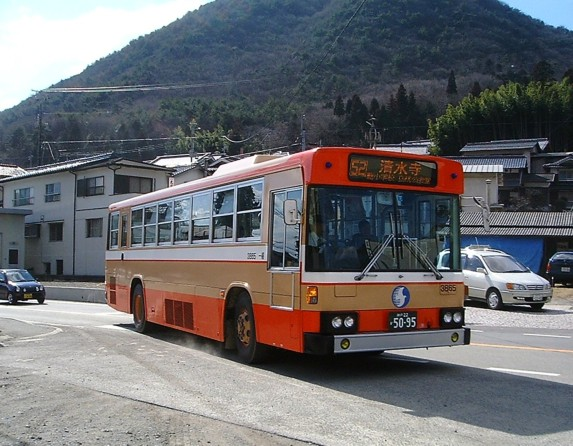
公会堂前バス停に停車中の清水寺行き（写真のバスは2022年時点で廃車になっている）

  - 篠山口駅 - 中野 - 東岡屋 - 二階町 - 篠山呉服町 - 本篠山 - 篠山営業所
    - 元西日本JRバスの路線である。丹波篠山市中心部へ向かう路線で、篠山営業所の中では最も運転本数が多い。
    - 一部便は篠山営業所で11・12系統（篠山営業所 - 福住 - 奥原山）と接続を行う。
- 2系統
  - 篠山口駅 - 中野 - 丹波篠山市立図書館前 - 東岡屋 - 二階町 - 篠山呉服町 - 本篠山 - 篠山営業所
    - 1系統の丹波篠山市立図書館前経由便で、日中のみの運行である。
    - 一部便は篠山営業所で11・12系統（篠山営業所 - 福住 - 奥原山）と接続を行う。
- 3系統
  - 篠山口駅 - 中野 - 丹波大山駅前 - 西紀支所 - 草山温泉
    - 平日6往復・土休日3往復の運行。
    - 一部便は西紀支所で5系統（篠山営業所 - 柏原駅）や直5系統（篠山営業所 → 丹波医療センター）と接続を行う。
- 8系統
  - 篠山口駅 - 南矢代 - 国道古市 - 草野 - 藍本駅
  - 藍本駅 → 草野 → 国道古市 → 南矢代 → 篠山口駅東口
    - 朝と午後のみ。全便土休日運休である。篠山口駅東口行は朝のみとなる。
    - 一部便は国道古市で25系統（篠山営業所 - 市原）と接続を行う。ただし、国道古市は国道176号上のバス停のため、8系統篠山口駅（朝は東口、午後は西口）方面と25系統市原方面のみ接続可能。
- 10系統
  - 篠山口駅 - 中野 - 東岡屋 - 二階町 - 篠山呉服町 - 本篠山 - 篠山営業所 - 八上本町 - 八上上町 - （城東公民館） - 城東日置 - 曽地口 - 福住
    - 18:00までは城東公民館経由便となっている。
    - 福住で京阪京都交通の園篠線（園部駅 - 福住）と接続し、篠山線の廃止代替路線・西日本JRバス園篠線の代替バスとしての役割も担う。
- 20系統
  - 篠山口駅 → 中野 → コミセン前 → ライオン公園 → 中野 → 篠山口駅
    - 一方向の循環路線で、運賃は170円均一となっている。
    - コミセン前 → 中野 → 篠山口駅、篠山口駅 → 中野 → ライオン公園の区間便も運行されている。

  - 土休日は区間便のみが運行される。
- 21系統
  - 篠山口駅 → 篠山口駅東口 → 杉 → コミセン前 → ライオン公園 → 中野 → 篠山口駅
  - 篠山口駅 → 中野 → コミセン前 → ライオン公園 → 杉 → 篠山口駅東口
    - 一方向の循環路線で、運賃は170円均一となっている。全便土休日運休である。

  - 篠山営業所 - 二階町 - 篠山口駅 - こんだ薬師温泉 - 兵庫陶芸美術館前
  - 4月・5月、9月 - 11月の土休日のみ運行。快速系統で経路上の一部停留所のみ停車。渋滞時は迂回運転あり。

篠山営業所発着
- 5系統
  - 篠山営業所 - 本篠山 - 篠山呉服町 - 二階町 - 篠山産業高校前 - 西紀支所 - 柏原駅
  - 篠山営業所 - 本篠山 - 篠山鳳鳴高校前 - 二階町 - 篠山産業高校前 - 西紀支所 - 柏原駅
    - 平日5往復・土休日3往復の運行。
    - 一部は篠山鳳鳴高校経由（平日1往復のみ）等複数の運行形態がある。詳細は下記柏原駅発着便の欄を参照。
    - 一部便は西紀支所で3系統（篠山口駅 - 草山温泉）と接続を行う。
- 直5系統
  - 篠山営業所 → 本篠山 → 篠山呉服町 → 二階町 → 篠山産業高校前 → 西紀支所 → 柏原駅 → 丹波医療センター
    - 5系統の柏原駅 - 丹波医療センター間直行便で、平日朝2便のみの運行である。
- 11系統
  - 奥原山 → 福住 → 曽地口 → 城東日置 → 城東公民館 → 篠山東中学校 → 丹波和田 → 篠山営業所[注釈 1]
    - 一部便は篠山営業所で1・2系統（篠山口駅 - 篠山営業所）と接続を行う。
    - 福住で京阪京都交通の園篠線（園部駅 - 福住）と接続し、篠山線の廃止代替路線・西日本JRバス園篠線の代替バスとしての役割も担う。
- 12系統
  - 篠山営業所 → 八上本町 → 八上上町 → 城東公民館 → 篠山東中学校 → 城東公民館 → 城東日置 → 曽地口 → 福住 → 奥原山[注釈 1]
    - 一部便は篠山営業所で1・2系統（篠山口駅 - 篠山営業所）と接続を行う。
    - 福住で京阪京都交通の園篠線（園部駅 - 福住）と接続し、篠山線の廃止代替路線・西日本JRバス園篠線の代替バスとしての役割も担う。
- 13系統
  - 篠山東中学校 - 城東公民館 - 城東日置 - 曽地口 - 福住 - 奥原山[注釈 1]
    - 11・12系統の区間便で、全便土休日運休である。
    - 福住で京阪京都交通の園篠線（園部駅 - 福住）と接続し、篠山線の廃止代替路線・西日本JRバス園篠線の代替バスとしての役割も担う。
- 15系統
  - 篠山営業所 - 丹波和田 - 篠山東中学校 - 丹波細工所 - 多紀福井 - 藤坂公民館 - 大芋（おくも） - 奥山 - 立金（たつがね）[注釈 1]
    - この路線は2018年4月に大芋地区の市町村運営有償運送の導入に伴ってそれまでの2往復から1往復に減便され、これに伴って篠山営業所からバスを利用してその日のうちに立金まで往復することはできなくなった。
- 16系統
  - 篠山東中学校 → 丹波細工所 → 多紀福井 → 藤坂公民館 → 大芋（おくも） → 奥山 → 立金（たつがね）[注釈 1]
    - 15系統の区間便で、全便土休日運休である。
- 17系統
  - 篠山営業所 - 丹波和田 - 篠山東中学校 - 城東公民館 - 城東日置 - 曽地口 - 後川上 - 後川下 - 後川（しつかわ）奥[注釈 1]
    - この路線は後川奥を基準としてダイヤが組まれているため、篠山営業所からバスを利用してその日のうちに後川奥まで往復することはできない。
- 18系統
  - 篠山東中学校 - 城東公民館 - 城東日置 - 曽地口 - 後川上 - 後川下 - 後川（しつかわ）奥[注釈 1]
    - 17系統の区間便で、全便土休日運休である。
- 22系統
  - 篠山東中学校 → 篠山鳳鳴高校前
    - 平日朝1便（休校日運休）

  - 篠山東中学校 → 篠山警察署前
    - 平日朝1便（休校日運休）

  - 篠山警察署前 → 篠山鳳鳴高校前 → 篠山東中学校
    - 平日午後2便（休校日運休）
- 23系統
  - 篠山口駅東口 → 篠山産業高校前 → 篠山鳳鳴高校前
    - 平日朝1便（休校日運休）
- 24系統
  - 篠山営業所 → 篠山鳳鳴高校前 → 篠山産業高校前 → 篠山口駅（西口）
    - 平日午後1便（休校日運休）
- 25系統
  - 篠山営業所 - 本篠山 - 篠山鳳鳴高校前 - 篠山警察署前 - 二階町 - 北村 - 真南条上 - 国道古市 - 和田寺口 - 今田本荘 - 市原
  - 篠山営業所 - 本篠山 - 篠山呉服町 - 北村 - 真南条上 - 国道古市 - 和田寺口 - 今田本荘 - 市原
    - 1日1往復の運行で、市原側を基準としてダイヤが組まれているため、篠山営業所からバスを利用してその日のうちに市原まで往復することはできない。
    - 平日は篠山警察署前経由便のみ、土休日は篠山呉服町経由便のみが運行される。
    - 平日は国道古市で8系統（篠山口駅（朝は東口、午後は西口） - 藍本駅）と接続を行う。ただし、国道古市は国道176号上のバス停のため、8系統篠山口駅（朝は東口、午後は西口）方面と25系統市原方面のみ接続可能。

相野駅発着
- 30系統
  - 相野駅 → 藍小学校 → 釜屋 → 陶の郷前 → 兵庫陶芸美術館前 → 美山台 → 立杭公会堂前 → 釜屋 → 藍小学校 → 相野駅
    - 一方向の循環路線で、1日1本の運行となっている。
- 直30系統
  - 相野駅 - 陶の郷前 - 兵庫陶芸美術館前
    - 30系統の直行便で、土休日のみ運行である。
- 31系統
  - 相野駅 - 藍小学校 - 東立杭 - 陶の郷前 - 兵庫陶芸美術館前 - 美山台 - 和田寺口 - こんだ薬師温泉 - 市原 - 木津 - 清水 - 清水寺
- 32系統
  - 相野駅 → 藍小学校 → 東立杭 → 陶の郷前 → 兵庫陶芸美術館前 → 美山台 → 立杭公会堂前 → 釜屋 → 間新田 → 木津 → 清水
  - 清水寺 → 清水 → 木津 → 間新田 → 釜屋 → 陶の郷前 → （兵庫陶芸美術館前） → 美山台 → 立杭公会堂前 → 東立杭 → 藍小学校 → 相野駅
    - 1日1往復の運行。この他、清水 → 相野駅間1本の区間便（兵庫陶芸美術館前を経由しない）がある（土休日運休）。
- 33系統
  - 相野駅 → 藍小学校 → 東立杭 → 美山台 → 立杭公会堂前 → 釜屋 → 間新田 → 木津 → 清水
  - 清水 → 木津 → 間新田 → 釜屋 → 美山台 → 立杭公会堂前 → 東立杭 → 藍小学校 → 相野駅
    - 1日1往復の運行。
- 34系統
  - 相野駅 - 東立杭 - 陶の郷前 - 兵庫陶芸美術館前 - 和田寺口 - こんだ薬師温泉
    - 1日1往復の運行。

柏原駅発着
- 5系統
  - 柏原駅 - 西紀支所 - 篠山産業高校前 - 二階町 - 篠山呉服町 - 本篠山 - 篠山営業所
  - 柏原駅 - 西紀支所 - 篠山産業高校前 - 二階町 - 篠山鳳鳴高校前 - 本篠山 - 篠山営業所
    - 平日5往復・土休日3往復の運行。
    - 朝夕の便では高校生の登下校に考慮し篠山鳳鳴高校を経由する便（平日1往復のみ）など複数運行形態がある。
    - 一部便は西紀支所で3系統（篠山口駅 - 草山温泉）と接続を行う。
- 直5系統
  - 篠山営業所 → 本篠山 → 篠山呉服町 → 二階町 → 篠山産業高校前 → 西紀支所 → 柏原駅 → 丹波医療センター
    - 5系統の柏原駅 - 丹波医療センター間直行便で、平日朝2便のみの運行である。
- 7系統
  - 柏原駅 → 石生駅西口 → 丹波医療センター
- 直7系統
  - 丹波医療センター → 柏原駅
    - 7系統の直行便で、全便土休日運休である。
- 50系統
  - 柏原駅 - 石生駅西口 - 横田 - 丹波市役所 - 成松東町 - 大塚病院前 - 青垣小学校前 - 佐治
- 51系統
  - 柏原駅 - 石生駅西口 - 丹波医療センター - （コープ柏原 - ゆめタウン） - 横田 - 丹波市役所 - 成松東町 - （関西記念墓園） - 大塚病院前 - 青垣小学校前 - （青垣住民センター） - 佐治
    - 閉園日でも関西記念墓園経由便は構内バス停へ乗り入れ乗降を行う。
    - 青垣住民センター経由便は土休日運休であり、青垣診療所前・青垣住民センターバス停は平日日中のみ発着する。
    - 一時期、丹波の森公苑・氷上中学校前を経由する路線もあったが、経由地変更により同停留所は廃止になった。
    - 以前は佐治 - 文室（ふむろ）- 大名草（おなざ）上 - 大名草公民館前間にも路線を延ばしていたが、同区間は平日1往復（54系統）を除いてデマンド式乗合タクシーに転換されて廃止された。
- 52系統
  - 柏原駅 - 石生駅西口 - 丹波医療センター - （コープ柏原 - ゆめタウン） - 横田 - 丹波市役所 - 成松東町 - （関西記念墓園） - 井中 - 青垣小学校前 - （青垣住民センター） - 佐治
    - 閉園日でも関西記念墓園経由便は構内バス停へ乗り入れ乗降を行う。
    - 青垣住民センター経由便は土休日運休であり、青垣診療所前・青垣住民センターバス停は平日日中のみ発着する。
    - 一時期、丹波の森公苑・氷上中学校前を経由する路線もあったが、経由地変更により同停留所は廃止になった。
    - 以前は佐治 - 文室（ふむろ）- 大名草（おなざ）上 - 大名草公民館前間にも路線を延ばしていたが、同区間は平日1往復（54系統）を除いてデマンド式乗合タクシーに転換されて廃止された。
- 53系統
  - 柏原駅 - 石生駅西口 - 横田 - 丹波市役所 - 成松東町 - 関西記念墓園
    - 土休日のみ運行である。
    - 閉園日でも関西記念墓園経由便は構内バス停へ乗り入れ乗降を行う。
- 54系統
  - 柏原駅 - 石生駅西口 - 丹波医療センター - 横田 - 丹波市役所 - 成松東町 - 井中（下りのみ）/大塚病院前（上りのみ） - 青垣小学校前 - 佐治 - 文室（ふむろ） - 大名草（おなざ）公民館 - 大名草上
    - この路線はデマンド式乗合タクシーの導入に伴って平日1往復に減便され、これに伴って柏原駅からバスを利用してその日のうちに大名草上まで往復することはできなくなった。
- 55系統
  - 柏原駅 - 丹波医療センター - 石生駅西口 - 黒井駅 - 三井庄 - 野瀬
    - 大半が黒井駅 - 野瀬間の運行となる。一部丹波医療センター経由の便がある。

谷川駅発着
- 60系統
  - 谷川駅 - 山南中学校 - 谷川下町 - 山南農協前 - 和田下町 - 坂尻
- 61系統
  - 谷川駅 → 山南中学校 → 谷川下町 → 山南農協前 → 和田大橋 → 北和田 → 応地 → 成松東町 → 丹波市役所 → 横田 → 丹波医療センター → 石生駅西口 → 柏原駅
  - 柏原駅 → 石生駅西口 → 丹波医療センター → コープ柏原 → ゆめタウン → 丹波市役所 → 成松東町 → 応地 → 北和田 → 和田大橋 → 山南農協前 → 谷川下町 → 山南中学校 → 谷川駅
  - 丹波医療センター → 横田 → 犬岡 → 応地 → 北和田 → 和田大橋 → 山南農協前 → 谷川下町 → 山南中学校 → 谷川駅
  - 2019年7月1日から運行を開始した[5]。これに伴い、従来谷川駅 - 坂尻間の運行で孤立線だった谷川駅発着路線は孤立状態が解消された。
    - 全便土休日運休である。
- 62系統
  - 谷川駅 - 山南中学校 - 谷川下町 - 山南農協前 - 和田下町 - 坂尻 - 応地 - 犬岡 - ゆめタウン - コープ柏原 - 丹波医療センター - 石生駅西口 - 柏原駅
  - 谷川駅 → 山南中学校 → 谷川下町 → 山南農協前 → 和田下町 → 坂尻 → 応地 → 犬岡 → ゆめタウン → コープ柏原 → 丹波医療センター → 柏原駅
  - 2019年7月1日から運行を開始した[5]。これに伴い、従来谷川駅 - 坂尻間の運行で孤立線だった谷川駅発着路線は孤立状態が解消された。
    - 平日のみ丹波医療センター - 柏原駅間直行便がある。
- 63系統
  - 山南中学校 → 谷川下町 → 山南農協前 → 和田下町 → 坂尻 → 応地 → 草部
  - 草部 → 応地 → 坂尻 → 和田下町 → 山南農協前 → 谷川下町 → 山南中学校 → 谷川駅
    - 平日1往復の運行。

この他に、丹波篠山市よりコミュニティバス「コミバスハートラン」やスクールバスの運行を受託、篠山エリア臨時バスや彼岸・盆・大型連休・年末年始に運行される柏原駅～石生駅～関西記念墓園急行バス（石生駅以外通過）も担当している。

#### 廃止路線
- 粟賀営業所 - 神崎総合病院 - 支庁舎 - 桜華園前 - 柏尾 - 鍛治南 - 寺前駅 - 長谷 - 長谷駅 - 渕北
- 小柿 - 後川下 - 後川上 - 籠の坊
  - 小柿で神姫バスの三田 - 小柿線と接続していた。
  - 1953年（昭和28年）から運行されてきたが、篠山市（当時）の公共交通運行の見直しに伴って籠坊地区に市町村運営有償運送が導入されたため2018年3月限りで廃止された[6]。
- 丹波細工所 - 貝田橋 - 福住
- 篠山営業所 - 本篠山 - 篠山呉服町 - 北村 - 真南条上 - 国道古市 - 草野
- 柏原病院 - 室谷 - 柏原駅
  - 県立柏原病院が閉院する2019年6月30日（翌日より丹波医療センターへ移転統合）をもって廃止。
  - 同区間のみの運行のほか、関西記念墓園・佐治・青垣住民センター発の便もあった。